# Stureparken

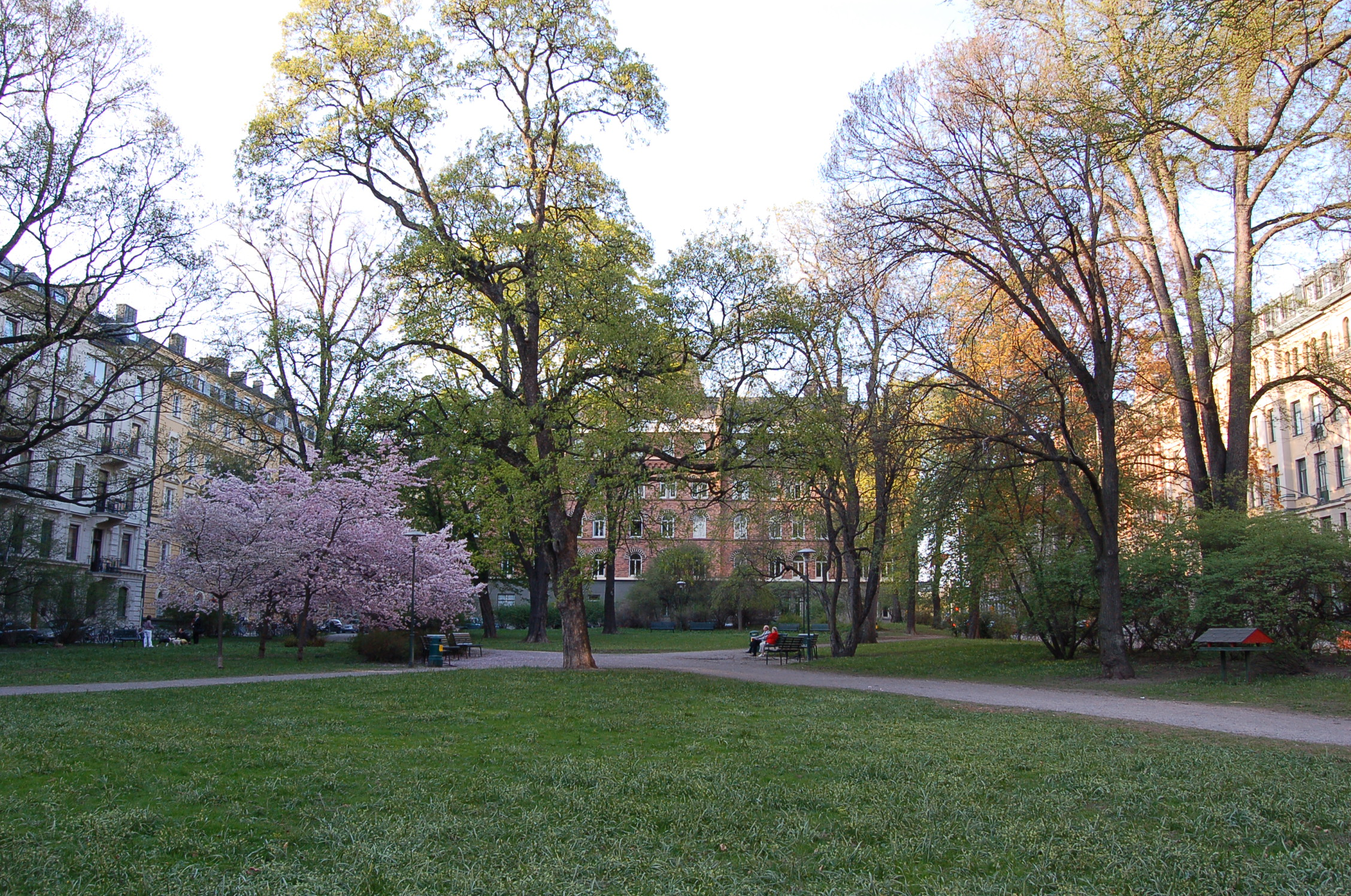
Blick auf Stureparken

Stureparken ist sowohl ein Park als auch eine Straße im Stockholmer Stadtteil Östermalm. Der Park misst etwa 100 mal 50 Meter und liegt an der Ecke Östermalmsgatan/Sturegatan. Die gleichnamige Straße verläuft auf der Langseite des Parkes parallel zur Sturegatan von der Östermalmsgatan zum Valhallavägen.
Zwischen 1670 und 1866 wurde ein Teil der Parkfläche als Friedhof genutzt. Zunächst war der Friedhof für Seeleute aus dem nahen Marinehafen auf Skeppsholmen vorgesehen. Mit der Verlegung des Hafens nach Karlskrona Anfang der 1680er wurde der Friedhof für die Allgemeinheit freigegeben. Im Pestjahr 1710 und in Jahren mit vielen Choleratoten wurden hier Massengräber ausgehoben. Allerdings reichte die vorhandene Erde meist nicht aus, um die Leichen zu überdecken, sodass zusätzlich Erde herangeschafft werden musste. Die letzte Beerdigung fand 1834 statt und noch 1880 standen einige Grabsteine auf dem Friedhof. Gegen Ende des 19. Jahrhunderts wollte die Kirchgemeinde der Hedwig-Eleonora-Kirche auf dem Grundstück eine Kapelle oder Volksschule errichten. Da jedoch Unklarheiten bzgl. der Eigentumsverhältnisse herrschten, kam es zum Streit, nach dessen Ende im Jahre 1906 der heutige Park angelegt wurde.